# Oreophryne

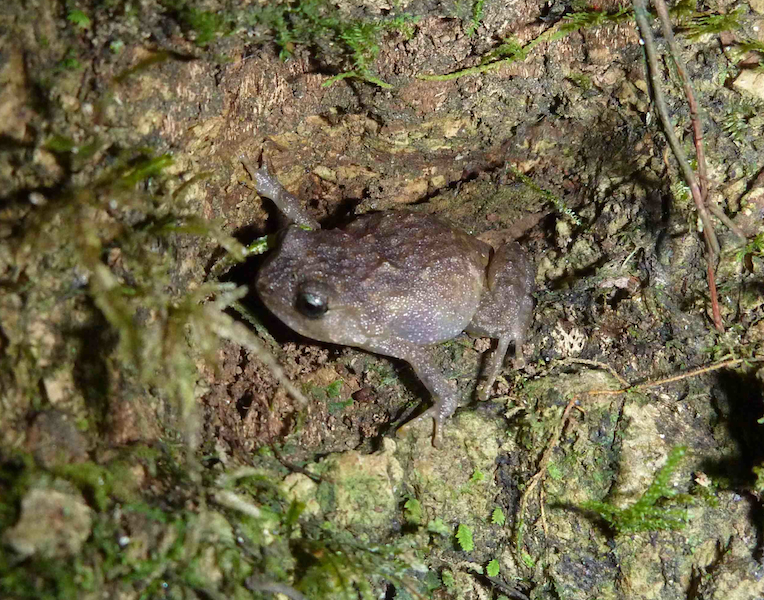
O. monticola

Oreophryne – rodzaj płazów bezogonowych z podrodziny Asterophryinae w rodzinie wąskopyskowatych (Microhylidae).

## Zasięg występowania
Rodzaj obejmuje gatunki występujące na południowych wyspach Filipin, Celebesie i Małych Wyspach Sundajskich do Nowej Gwinei i Nowej Brytanii.

## Systematyka

### Etymologia
- Oreophryne: gr. ορος oros, ορεος oreos „góra”[5]; φρυνη phrunē, φρυνης phrunēs „ropucha”[6].
- Mehelyia: Lajos Méhelÿ (1862–1953), węgierski zoolog i herpetolog[3]. Gatunek typowy: Meheylia lineata Wandolleck, 1911 (= Sphenophryne biroi Méhely, 1897).

### Podział systematyczny
Do rodzaju należą następujące gatunki:

- Oreophryne albitympanum Günther, Richards & Tjaturadi, 2018
- Oreophryne albomaculata Günther, Richards & Dahl, 2014
- Oreophryne albopunctata (Van Kampen, 1909)
- Oreophryne alticola Zweifel, Cogger & Richards, 2005
- Oreophryne ampelos Kraus, 2011
- Oreophryne anamiatoi Kraus & Allison, 2009
- Oreophryne anser Kraus, 2016
- Oreophryne anthonyi (Boulenger, 1897)
- Oreophryne anulata (Stejneger, 1908)
- Oreophryne asplenicola Günther, 2003
- Oreophryne atrigularis Günther, Richards, & Iskandar, 2001
- Oreophryne aurora Kraus, 2016
- Oreophryne banshee Kraus, 2016
- Oreophryne biroi (Méhely, 1897)
- Oreophryne brachypus (Werner, 1898)
- Oreophryne brevicrus Zweifel, 1956
- Oreophryne brevirostris Zweifel, Cogger, & Richards, 2005
- Oreophryne brunnea Kraus, 2017
- Oreophryne cameroni Kraus, 2013
- Oreophryne celebensis (Müller, 1894)
- Oreophryne chlorops Günther, Iskandar & Richards, 2023
- Oreophryne choerophrynoides Günther, 2015
- Oreophryne clamata Günther, 2003
- Oreophryne crucifer (Van Kampen, 1913)
- Oreophryne curator Günther, Richards & Dahl, 2014
- Oreophryne equus Kraus, 2016
- Oreophryne ezra Kraus & Allison, 2009
- Oreophryne flava Parker, 1934
- Oreophryne flavomaculata Günther & Richards, 2016
- Oreophryne frontifasciata (Horst, 1883)
- Oreophryne furu Günther, Richards, Tjaturadi & Iskandar, 2009
- Oreophryne gagneorum Kraus, 2013
- Oreophryne geislerorum (Boettger, 1892)
- Oreophryne geminus Zweifel, Cogger & Richards, 2005
- Oreophryne graminis Günther & Richards, 2012
- Oreophryne habbemensis Zweifel, Cogger & Richards, 2005
- Oreophryne hypsiops Zweifel, Menzies & Price, 2003
- Oreophryne idenburgensis Zweifel, 1956
- Oreophryne inornata Zweifel, 1956
- Oreophryne insulana Zweifel, 1956
- Oreophryne jeffersoniana Dunn, 1928
- Oreophryne kampeni Parker, 1934
- Oreophryne kapisa Günther, 2003
- Oreophryne lemur Kraus, 2016
- Oreophryne loriae (Boulenger, 1898)
- Oreophryne matawan Kraus, 2016
- Oreophryne meliades Kraus, 2016
- Oreophryne mertoni (Roux, 1910)
- Oreophryne minuta Richards & Iskandar, 2000
- Oreophryne moluccensis (Peters & Doria, 1878)
- Oreophryne monticola (Boulenger, 1897)
- Oreophryne nicolasi Richards & Günther, 2019
- Oreophryne notata Zweifel, 2003
- Oreophryne oviprotector Günther, Richards, Bickford & Johnston, 2012
- Oreophryne parkopanorum Kraus, 2013
- Oreophryne penelopeia Kraus, 2016
- Oreophryne philosylleptoris Kraus, 2016
- Oreophryne phoebe Kraus, 2017
- Oreophryne picticrus Kraus, 2016
- Oreophryne pseudasplenicola Günther, 2003
- Oreophryne pseudunicolor Günther & Richards, 2016
- Oreophryne riyantoi Putri, Trilaksono, Kurniati, Engilis & Hamidy, 2023
- Oreophryne roedeli Günther, 2015
- Oreophryne rookmaakeri Mertens, 1927
- Oreophryne sibilans Günther, 2003
- Oreophryne streiffeleri Günther & Richards, 2012
- Oreophryne terrestris Zweifel, Cogger & Richards, 2005
- Oreophryne unicolor Günther, 2003
- Oreophryne variabilis (Boulenger, 1896)
- Oreophryne waira Günther, 2003
- Oreophryne wapoga Günther, Richards & Iskandar, 2001
- Oreophryne wolterstorffi (Werner, 1901)
- Oreophryne zimmeri Ahl, 1933